# Margarethe Kraus
Margarethe Kraus (16 dicembre 1928 – 20 dicembre 2005) è stata una donna di origine Rom, perseguitata durante la Shoah.

## Biografia
Margareta Kraus fu deportata ad Auschwitz da adolescente insieme alla famiglia. A 13 anni, fu sottoposta a esperimenti medici durante il suo internamento, subì maltrattamenti e privazioni estreme e contrasse il tifo. Kraus sopravvisse alla guerra, ma non i suoi genitori.
Al giornalista Reimar Gilsenbach, che la fotografò nel 1966 nella Repubblica Democratica Tedesca alla finestra della sua carovana, raccontò che i suoi genitori morirono entrambi ad Auschwitz e che fu quindi trasferita al campo di Ravenbrück dove lavorava come schiava.
Margarethe è uno dei volti della mostra Forgotten Victims: The Nazi Genocide of the Roma and Sinti allestita al Wiener Holocaust Library di Londra dal 30 ottobre 2019 fino a marzo 2020 che illustra la persecuzione delle comunità Rom e Sinti e l'uccisione di 500.000 persone - definito l'olocausto dimenticato, inclusi documenti e testimonianze oculari del primo progetto di ricerca sistematica sulla porrajmos intrapreso da Donald Kenrick e Grattan Puxon negli anni '60.